# Communist China and the Free World's Future
Communist China and the Free World's Future là bài phát biểu của Ngoại trưởng Hoa Kỳ Michael R. Pompeo vào ngày 23 tháng 7 năm 2020, tại Bảo tàng Thư viện Tổng thống Richard Nixon tọa lạc ở bang California. Trong bài phát biểu, Pompeo nhấn mạnh rằng Thế giới Tự do nên xích lại gần nhau, trao quyền cho nhân dân Trung Quốc, thúc đẩy chính quyền Trung Quốc phải thay đổi.

## Bối cảnh
Ngày 21 tháng 7, Mike Pompeo "kêu gọi 'toàn thế giới' đứng lên chống lại Trung Quốc". Vào ngày 22 tháng 7 năm 2020, một ngày trước bài phát biểu, Bộ Ngoại giao Trung Quốc thông báo rằng Tổng Lãnh sự quán Trung Quốc tại Houston, Texas, bị chính phủ Hoa Kỳ ra lệnh đóng cửa các hoạt động trong vòng 72 giờ. Trước đó, Pompeo đi đến châu Âu để "tập hợp các nhà lãnh đạo có quan điểm cứng rắn hơn với Bắc Kinh và gặp gỡ các nhà bất đồng chính kiến Trung Quốc sống lưu vong".

## Phát biểu

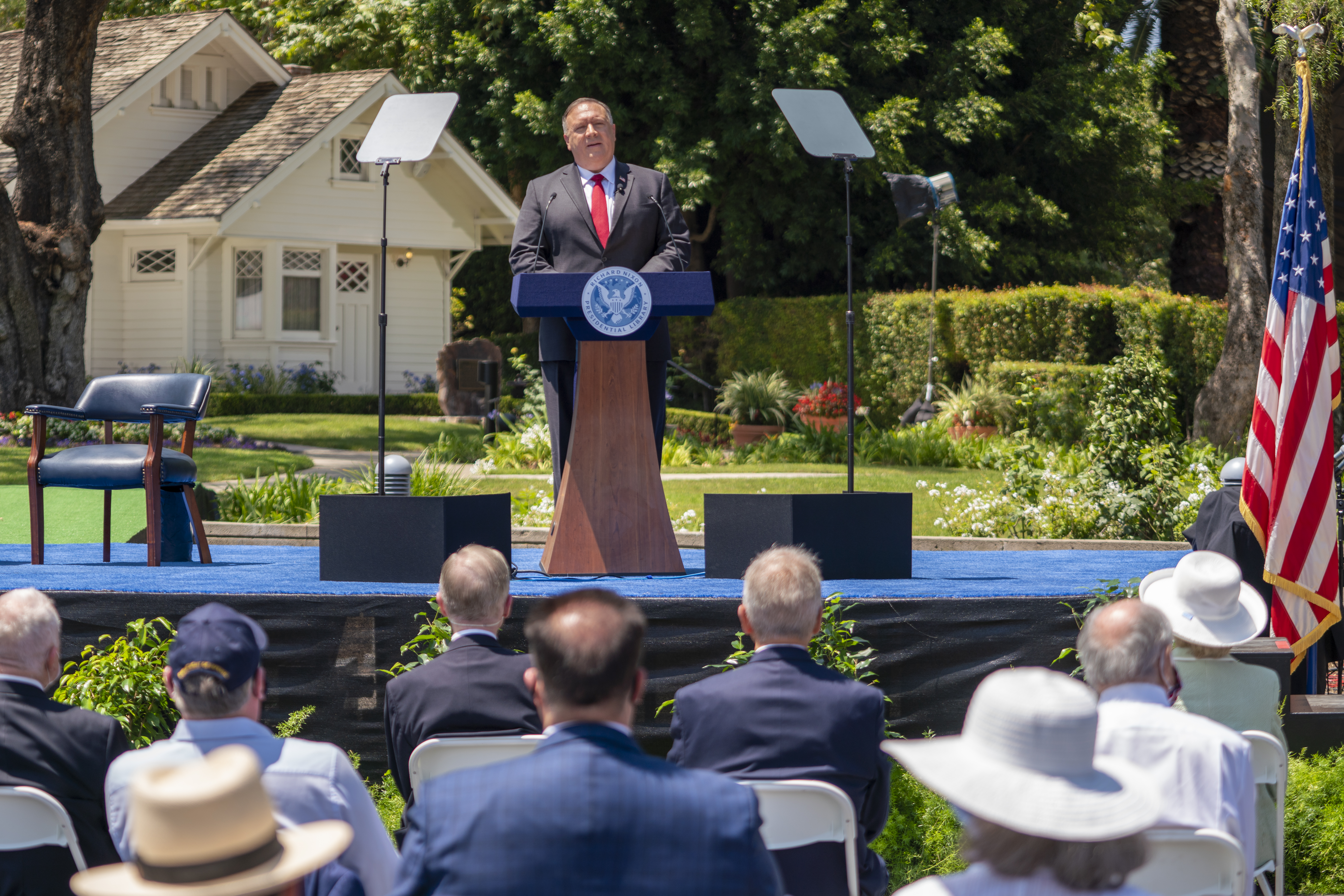
Ngoại trưởng Pompeo phát biểu

Bài phát biểu của ông Pompeo lên sóng sau khi Cố vấn An ninh Quốc gia Robert C. O'Brien, Giám đốc FBI Christopher A. Wray và Bộ trưởng Tư pháp Hoa Kỳ William Barr có đôi lời nhận xét tình hình. Pompeo cho rằng những lời nhận xét đó đề cập lần lượt đến hệ tư tưởng, tình hình gián điệp và nền kinh tế, và nhiệm vụ của ông là sẽ tổng hợp tất cả ba yếu tố đó lại với nhau, từ đó "chỉ ra chi tiết các mối đe dọa từ Trung Quốc tác động như thế nào đối với nền kinh tế của chúng ta [Hoa Kỳ], đối với tự do của chúng ta [Hoa Kỳ] và đối với tương lai của các nền dân chủ tự do trên thế giới".
Bài phát biểu của Pompeo đặt ra câu hỏi về 50 năm hữu nghị Hoa Kỳ-Trung Quốc. Ông cho rằng nếu thế giới tiếp tục tự do, thì "mô hình cũ về tình hữu nghị mù quáng với Trung Quốc đơn giản là sẽ không thể nào thực hiện được". Ông đề cập đến việc Trung Quốc xử lý và đối phó với chủng SARS-CoV-2, với tình hình ở Hồng Kông, Tân Cương, các vụ thao túng thị trường của Trung Quốc và về việc quân đội Trung Quốc ngày càng trở thành "mối đe dọa". Tuy nhiên, Pompeo rạch ròi giữa nhân dân Trung Quốc với Đảng Cộng sản Trung Quốc (ĐCSTQ) nói rằng, "chúng ta cũng phải bắt tay hữu nghị và trao quyền cho nhân dân Trung Quốc... một dân tộc năng động, yêu tự do, hoàn toàn khác biệt với Đảng Cộng sản Trung Quốc". Ông nói "lời nói dối lớn nhất là Đảng Cộng sản Trung Quốc là việc nói thay cho 1,4 tỷ người vốn đang bị áp bức và sợ hãi nói ra chính kiến", trong khi trên thực tế, "ĐCSTQ đang run sợ trước tư duy trung thực của người dân Trung Quốc hơn bất kỳ kẻ thù ngoại xâm nào". Ông cũng nói thêm "Tổng Bí thư Tập Cận Bình là một người tin tưởng thực sự vào một hệ tư tưởng độc tài toàn trị vốn từng bị sụp đổ". Pompeo kêu gọi Thế giới Tự do xích lại gần nhau hơn để khiến chính quyền Trung Quốc phải thay đổi.

#### Những người bất đồng chính kiến Trung Quốc

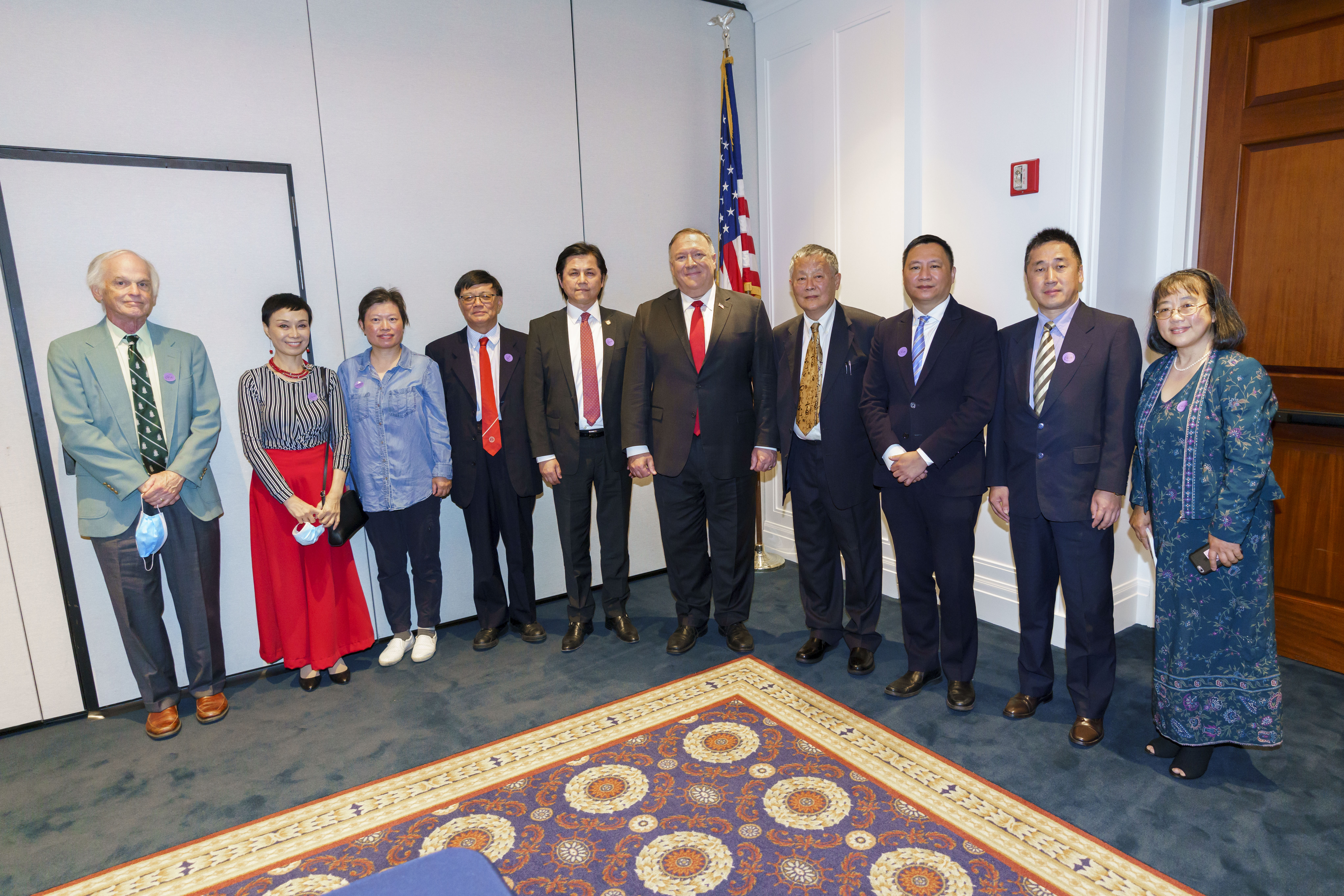
Pompeo gặp gỡ Ủy viên Ủy ban Tự do Tôn giáo Quốc tế Hoa Kỳ Nury Turkel (người số 5 nhìn từ bên trái) và các nhà bất đồng chính kiến của Trung Quốc: Ngụy Kinh Sinh (người số 4 nhìn từ bên phải) và Vương Đan (người số 3 nhìn từ bên phải), và các thành viên của cộng đồng người nước ngoài di cư